# Faisal Budahoom
Faisal Hasan Ali Budahoom (12 agosto 1983) è un calciatore bahreinita, centrocampista dell'Al-Riffa e della Nazionale bahreinita.

## Carriera

### Club
Ha sempre giocato nel campionato di casa.

### Nazionale
Ha esordito in Nazionale nel 2012.